# 김태창
김태창(金泰昌, 1934년 8월 1일~)은 대한민국의 정치학자 겸 철학자이다. 충북대학교에 재직하였고 1985년 일본 도쿄 대학으로 자리를 옮겼다. 대한민국 정치학자、공공철학자, 노년철학자, 글로벌공공철학대화추진자, 한일노년철학대화추진자이다.

## 생애

### 출생과 한국 생활
1934년 8월 1일 일제강점기 시기 충청북도 청주시에서 출생하였다.
1957년 연세대학교 정치외교학과에서 학사 학위를 취득하였고, 충북대학교 정치외교학과 교수를 역임하였다.

### 일본으로 이주 후
1987년 일본으로 건너가 도쿄 대학 객원교수로 일하면서 장래세대종합연구소, 공공철학연구소를 이끌면서 공공철학 연구에 몰두하였다.

## 철학 연구
김태창은 철학연구에서 독특한 방법을 택해서 활용하고 있다. 대부분의 철학자들을 포함한 학자들이 홀로 생각한 바를 글이나 말을 통해서 일방적으로 쏟아내고 있으며, 이러한 경우가 매우 많다고 본다. 김 교수는 그런 방법은 그들에게 맡기고, 다차원적-국가간· 민족간· 문화간· 종교간· 남녀간·세대간 대화를 나누는 가운데서 서로가 느끼고 생각하게 된 것을 가감없이 기록하고 남기려 하고 있다. 이를 보다 나은 미래를 더불어 열어 가게 하고자 심혈을 기울여 오고 있다. 교토 포럼을 기획 운영하면서 세계 각국을 돌면서 대화를 통한 공공철학의 정립에 노력하였다. 여러 학문 분야와 공공철학과의 연계를 20여 권의 일본어판 책으로 공동편저로 세상에 내놓았으며, 2017년에는 “일본에서 일본인들과 나눈 공공철학 대화”와 “화해와 상생의 공공철학” “중국에서 중국인들과 나눈 공공철학”, 한 삶과 한 마음과 한 얼의 공공철학이야기“가 한국어판으로 발간되었다. 일본과 한국을 오가며 철학의 확산과 강연에 많은 시간을 보내고 있다. 한국에서는 청주 소재 동양포럼을 결성, 인간철학, 정치철학, 사회철학, 노년철학을 천착하는 노력을 하고 있으며, 최근에는 의학철학에도 관심을 갖고 있다. 시에도 남다른 관심을 갖고 시의 공유와 확산에도 노력하고 있다.

## 학력
- 1957년 연세대학교 정치학부 정치외교학과 학사
- 1959년 연세대학교 대학원 정치외교학과 정치학 석사 수료
- 1969년 인디아나대학 대학원 사회학과 사회과학 석사 수료
- 1972년 사우스캐롤라이나대학 대학원 국제관계학과 사회과학 석사 수료
- 1978년 연세대학교 대학원 정치학과 정치학 박사과정 수료

### 박사 학위
- 1980년 연세대학교  정치학 박사

## 경력
- 1959년 청주고등학교 교사、1966년 주한미국경제협력센터 기획보좌관,
- 1969년 충북대학교 전임강사,조교수,부교수,교수(85년)  동대학 행정학과장, 정치외교학과장 사회과학연구소장 사회대학장, 統一問題研究所長, 행정대학원장
- 1990-92년 일본 동경대학 객원교수 (일본) 장래세대종합연구소장, 공공철학공동연구소장, (일본)월간신문 <공공적양식인>편집책임, 수복서원원장, (대한민국)동양포럼 주간,

## 상훈
- 대한민국 국민훈장동백장,

## 저술

### 한국어판
- 김태창 저 조성환 편역, 《화해와 상생의 공공철학:중국과의 대화·공동·개신》,도서출판 동방의빛, 2010년, ISBN 979-11-86502-67-9
- 김태창 저 정지욱 역 “한 삶과 한 마음과 한 얼의 공공철학이야기“(도서출판 “중국에서 중국인들과 나눈 공공철학”, 모시는 사람들. 2012)
- 김태창 구술·이케모토 케이코 기록·조성환 옮김 “일본에서 일본인들과 나눈 공공철학 대화”(도서출판 모시는 사람들.2017)
- 김태창 1981 현대 정치학 개론 동아학습사
- 김태창 1984 현대정치학개론 학연사
- Gabor, Dennis, 김태창 1984 성숙사회. 서울 일념(출판사). 원서명:The Mature Society
- 김태창 1986 현대정치학입문 형설출판사
- 김태창 1988 현대정치철학의 구실과 오늘에 걸맞는 물음들. 성원사

### 일본어판
- 金泰昌 『共福の思想 地球時代の「フランシスコ的革命」を求めて』GEC出版 1992

공동행복의 사상 지구시대의 프랑스혁명을 구하여.
- 金泰昌編著 『ともに公共哲学する 日本での対話・共働・開新』編著 東京大学出版会 2010

공공철학하는 일본에서의 대화 공동 개신인간 4 田中正造 생애를 공공에 헌신하고 행동을 한 사상인”김태창 小松裕共 동경대학출판회 2010
- 大貫隆 金泰昌 黒住真,宮本久雄 편『一神教とは何か 公共哲学からの問い』大貫隆,黒住真,宮本久雄共編 東京大学出版会 2006

일신교는 무엇인가 공공철학에서 묻는다” 동경대학출판회 2006
- 三谷博 金泰昌 『東アジア歴史対話 国境と世代を越えて』共編 東京大学出版会 2007

동아시아역사대화 국경과 세대를 넘어서
- 公共哲学共同硏究會レポト(金泰昌 책임편집 將來世代總合硏究所)
- 比較思想史的文脈 公私問題-第一回(1998.4.25.-27) ~ 第二十八公共哲学共同硏究會 第一回世代生生硏究會
- 「星を数える心」(별을 헤는 마음)
- 「人間、現実そして神」(인간, 현실 그리고 신)
- 「創造的人間と健康な社会」(창조적 인간과 건강한 사회)
- 「社会科学における挑戦」(사회과학에의 도전)
- 「力のバランスを越えて」힘의 균형을 넘어)
- 「共産主義の基本理解とその批判」(공산주의의 기본이해와 그의 비판)
- 「現代政治学概論」(현대정치학개론)
- 「現代政治学入門」(현대정치학입문)
- 日本語での著作[編集](일본어 저작)
- 『共福の思想 地球時代の「フランシスコ的革命」を求めて』GEC出版 1992

공동행복의 사상 지구시대의 프랑스혁명을 구하여
- 『一韓民学者の初めて接した日本の彼方此方 日韓の共福実現を切願する対話の旅程』樹福書院 樹福新書 2012

한 한국학자가 최초로 접한 일본의 이모저모 한국과 일본의 갈망하는 대화의 여정“ 수복서원 수복신서 2012.(일어로 곡편저
- 『公共哲学』全10巻 佐々木毅共編 東京大学出版会 2002

공공철학 전 10권 佐々木毅와 공편 동경대학 출판사 2002
- 『自治から考える公共性 公共哲学』西尾勝,小林正弥共編 東京大学出版会 2004

자치로 생각하는 공공성 공공철학 김태창 西尾勝,小林正弥
- 『都市から考える公共性 公共哲学』今田高俊共編 東京大学出版会 2004

도시에서 생각하는 공공성 공공철학” 김태창 今田高俊 동경대학출판사 2004
- 『文化と芸能から考える公共性 公共哲学』宮本久雄共編 東京大学出版会 2004

문화와 예능으로 보는 공공성 공공철학 김태창 宮本久雄 동경대학출판사 2004
- 『法律から考える公共性 公共哲学』長谷部恭男共編 東京大学出版会 2004

법률측면에서 보는 공공성 공공철학 김태창 長谷部恭男 동경대학출판사 2004
- 『リーダーシップから考える公共性 公共哲学』小林良彰共編 東京大学出版会 2004

리더십 측면에서 보는 공공성 공공철학” 김태창 林良彰共 동경대학출판사 2004
- 『一神教とは何か 公共哲学からの問い』大貫隆,黒住真,宮本久雄共編 東京大学出版会 2006

일신교는 무엇인가 공공철학에서 묻는다” 김태창 大貫隆,黒住真,宮本久雄 동경대학출판사 2006
- 『健康・医療から考える公共性 公共哲学』市野川容孝共編 東京大学出版会 2006

건강 의료면에서 생각하는 공공철학” 김태창 市野川容孝 동경대학출판사 2006
- 『宗教から考える公共性 公共哲学』稲垣久和共編 東京大学出版会 2006

종교면에서 생각하는 공공성 공공철학” 김태창 稲垣久和 동경대학출판사 2006
- 『世代間関係から考える公共性 公共哲学』鈴村興太郎,宇佐美誠共編 東京大学出版会 2006

세대간 관계면에서 생각하는 공공성 공공철학” 김태창 鈴村興太郎,宇佐美誠 동경대학출판사 2006
- 『組織・経営から考える公共性 公共哲学』山脇直司共編 東京大学出版会 2006

조직 경영에서 생각하는 공공성 공공철학” 김태창 山脇直司 동경대학출판사 2006
- 『知識人から考える公共性 公共哲学』平石直昭共編 東京大学出版会 2006

“지식인측면에서 생각하는 공공성 공공철학” 김태창 平石直昭共 동경대학출판사 2006
- 『シリーズ物語り論』全3巻　宮本久雄共編 東京大学出版会 2007

“시리즈이론” 전3권 김태창 宮本久雄 동경대학출판사 2006
- 『東アジア歴史対話 国境と世代を越えて』三谷博共編 東京大学出版会 2007

“동아시아 역사대화 국경과세대를 넘어”김태창 三谷博 동경대학출판사 2006
- 『「おのずから」と「みずから」のあわい 公共する世界を日本思想にさぐる』竹内整一共編 東京大学出版会 2010

"저절로’와 ‘스스로’와의 사이:공공하는 세계를 일본사상에서 찾는다           ” 동경대학출판사 2010
- 『公共する人間 3 横井小楠 公共の政を首唱した開国の志士』平石直昭共編 東京大学出版会 2010

"공공하는 인간 3 横井小楠 공공의 행정을 제창한 개국지사”김태창 平石直昭 동경대학출판사 2010
- 『公共する人間 4 田中正造 生涯を公共に献げた行動する思想人』小松裕共編 東京大学出版会 2010

"공공하는 인간 4 田中正造 생애를 공공에 헌신하고 행동을 한 사상인”김태창 小松裕共 동경대학출판사 2010
- 『公共哲学を語りあう 中国との対話・共働・開新』編著 東京大学出版会 2010

“공공철학을 말하다 중국과의 대화 공동 개신” 김태창  동경대학출판사 2010
- 『公共する人間 5 新井奥邃 公快共楽の栄郷を志向した越境者』コール・ダニエル共編　東京大学出版会 2010

“공공하는 인간 4 田中正造 생애를 공공에 헌신하고 행동을 한 사상인”김태창 小松裕共 동경대학출판사 2010
- 『ともに公共哲学する 日本での対話・共働・開新』編著 東京大学出版会 2010

“공공하는 인간 4 田中正造 생애를 공공에 헌신하고 행동을 한 사상인”김태창 小松裕共 동경대학출판사 2010
- 『公共する人間 2 石田梅岩 公共商道の志を実践した町人教育者』片岡龍共編　東京大学出版会 2011

“공공하는 인간 4 田中正造 생애를 공공에 헌신하고 행동을 한 사상인”김태창 小松裕共 동경대학출판사 2010
- 『公共する人間 1 伊藤仁斎 天下公共の道を講究した文人学者』片岡龍共編 東京大学出版会 2011

“공공하는 인간 1 伊藤仁斎 천하공공의 길을 강구한 문인학자”김태창 片岡龍共 동경대학출판사 2010